# Zodion perbellum
Zodion perbellum är en tvåvingeart som beskrevs av Speiser 1909. Zodion perbellum ingår i släktet Zodion och familjen stekelflugor.
Artens utbredningsområde är Tanzania. Inga underarter finns listade i Catalogue of Life.